# Nunthala
Nunthala (nep. नुनथला) – gaun wikas samiti we wschodniej części Nepalu w strefie Sagarmatha w dystrykcie Khotang. Według nepalskiego spisu powszechnego z 2001 roku liczył on 339 gospodarstw domowych i 1792 mieszkańców (937 kobiet i 855 mężczyzn).